# Херман Рієско Еррасуріс
Херман Рієско Еррасуріс (ісп. Germán Riesco Errázuriz; 28 травня 1854 — 8 грудня 1916, Сантьяго) — чилійський юрист і політичний діяч, президент країни в 1901—1906 роках.

## Біографія
Навчався в семінарії, потім на юридичному факультеті Чилійського університету, який закінчив в 1875, отримавши спеціальність адвоката. У період з 1870 по 1898 рік працював в судовій системі.
У 1900 році він став сенатором, а рік по тому висунув свою кандидатуру на пост президента. Виграв вибори у Педро Монтта. Був приведений до присяги 18 грудня 1901 року. Президентство Рієско довелося на час політичної кризи в Чилі, уряди мінялися в середньому кожні три з половиною місяці. Досягненням його діяльності був договір з Болівією післяТихоокеанської війни, підписаний 20 жовтня 1904 року. Він також підписав Травневі пакти з Аргентиною щодо мирного врегулювання прикордонних суперечок. Як колишній працівник системи правосуддя надавав великого значення створенню відповідної правової бази для цієї сфери життя — був прийнятий Кримінально-процесуальний кодекс (1902) і Кримінально-процесуальний кодекс (1906). Уряд також активно брав участь в галузі освіти — було відкрито ряд нових шкіл і шкіл-інтернатів.
22 жовтня 1905 року група з найбідніших жителів столиці рушила на Палац Ла Монеда в знак протесту проти підтримки урядом штучно високі ціни на м'ясо. Коли президент не вийшов до протестувальників, натовп почав штурмувати президентську резиденцію — в результаті заворушень за тиждень загинуло від 200 до 250 чоловік і 500 отримали поранення.
Рієско подав у відставку 18 грудня 1906 року, відмовляючись від участі в суспільному житті.
Помер в Сантьяго 8 грудня 1916 року в віці 62 років.